# Модель Агьона — Ховитта
Модель Агьона — Ховитта (модель ступеней качества, модель ступенек качества, англ. Aghion—Howitt model, quality ladder model) — трёхсекторная модель эндогенного экономического роста в условиях монополистической конкуренции, показывающая возможность существования устойчивого экономического роста, обусловленного поведенческими факторами. В модели технологический прогресс является следствием целенаправленной деятельности экономических агентов по инвестированию в новые технологии с целью извлечения прибыли. Модель внесла существенный вклад в понимание того, каким образом решения индивидов влияют на темпы экономического роста, а также причин, по которым бедные страны не могут догнать богатые. В ней было показано, что экономический рост может сопровождаться конфликтом интересов различных экономических агентов, и что защита интересов уже существующих на рынке производителей может тормозить технологический прогресс и экономический рост. Разработана в 1990 году Филиппом Агьоном и Питером Ховиттом.

## История создания
В первых моделях экономического роста (модель Солоу, модель Харрода — Домара) использовались экзогенно задаваемые параметры «норма сбережений» и «темп научного прогресса», от которых в конечном итоге и зависят темпы роста экономики. Исследователи же хотели получить обоснование темпов экономического роста внутренними (эндогенными) факторами, поскольку модели с нормой сбережений имели ряд недостатков. Эти модели не объясняли устойчивые различия в уровнях и темпах роста между развивающимися и развитыми странами. Появившиеся позже модели Рамсея — Касса — Купманса и пересекающихся поколений преодолели недостаток экзогенности нормы сбережений — теперь эта величина определялась исходя из индивидуальных решений экономических агентов. Однако темп научного прогресса остался экзогенным в этих моделях, и во многом поэтому они тоже не смогли объяснить межстрановые различия. Модели, объясняющие экономический рост путём переопределения понятия «капитал» и включившие человеческий капитал в производственную функцию (например, модель Мэнкью — Ромера — Вейла) не объясняют всех различий между темпами роста и уровнем развития разных стран, даже после учёта различий в человеческом капитале. Это показали, например, исследования Р. Холла и Ч. Джонса, Дж. Де Лонга, П. Ромера. Попытки прямого включения переменной научного прогресса в производственную функцию натолкнулись на ограничение, связанное с отдачей от масштаба. В условиях совершенной конкуренции при постоянной отдаче от масштаба доход фирмы полностью уходил на оплату труда и капитала. Поэтому Пол Ромер предложил использовать в моделях монополистическую конкуренцию для объяснения темпов технологического прогресса.
В 1989 году Пол Ромер создал модель растущего разнообразия товаров, однако не все исследователи согласились с его подходом. В модели Ромера предполагается, что рост происходит за счёт увеличения числа промежуточных товаров, Агьон и Ховитт предложили иной подход. Они сконцентрировали внимание на факте регулярной постепенной замены старых типов товаров новыми. При разработке новых технологий происходит уничтожение старых, что Йозеф Шумпетер назвал «созидательным разрушением». Вместо свечей сейчас используются лампочки, вместо конных экипажей — машины, вместо печатных машинок — компьютеры, и т. д. Потому жизненный цикл нововведений должен быть ограниченным, а монопольная власть, получаемая после разработки нового продукта — временной. Построенная на этих предпосылках модель Агьона — Ховитта (также известная как «модель ступенек качества», «модель ступеней качества») была опубликована в работе Филиппа Агьона и Питера Ховитта «Модель роста через созидательное разрушение» в январе 1990 года в NBER и издана в журнале Econometrica в 1992 году.

## Описание модели

### Базовые предпосылки модели
В модели рассматривается закрытая экономика. Фирмы максимизируют свою прибыль, а потребители — полезность. В экономике существует три сектора: промежуточных товаров, конечных товаров и НИОКР. Сектор промежуточной продукции работает в условиях монополистической конкуренции. Сектор конечной продукции работает в условиях совершенной конкуренции. Сектор НИОКР продаёт свои патенты сектору промежуточных товаров. Экономический рост в модели происходит за счёт увеличения качества промежуточных товаров. Время {\displaystyle \tau } изменяется непрерывно.
В модели не учитывается накопление капитала, выпуск {\displaystyle y} предполагается равным потреблению {\displaystyle c}: {\displaystyle y=c}.
Трудовые ресурсы считаются постоянными во времени {\displaystyle L=const}. {\displaystyle L=L_{F}+n}, где {\displaystyle L_{F}} — трудовые ресурсы, занятые в производстве, {\displaystyle n} — трудовые ресурсы, занятые в научно-исследовательском секторе.
Все промежуточные товары {\displaystyle x_{j}} для простоты предполагаются равными: {\displaystyle x_{j}=x} {\displaystyle \forall j}.
Производственная функция промежуточного продукта линейна относительно трудовых ресурсов и описывается формулой: {\displaystyle x=L_{F}}.
Производственная функция конечного продукта обладает убывающей предельной полезностью и описывается следующей формулой: {\displaystyle y=Ax^{\alpha }},
где {\displaystyle \alpha } — эластичность выпуска по промежуточному продукту, {\displaystyle 0<\alpha <1}, {\displaystyle \alpha =const}, {\displaystyle A} — технологический параметр, который в свою очередь описывается формулой: {\displaystyle A_{t}=A_{0}{\gamma }^{t}}, где {\displaystyle A_{0}} — изначальный технологический уровень, {\displaystyle t} — поколение промежуточного продукта, {\displaystyle \gamma } — коэффициент, {\displaystyle \gamma >1}, {\displaystyle \gamma =const}.
Функция полезности потребителя в модели выбрана так, чтобы межвременные предпочтения были линейными:
{\displaystyle u(y)=\int \limits _{0}^{\infty }y_{\tau }e^{-r{\tau }}d\tau },
где {\displaystyle r} — норма межвременных предпочтений потребителя (субъективная дисконтная ставка), которая в модели принята равной процентной ставке.

### Научно-исследовательский сектор
Инновации возникают в зависимости от занятых в научно-исследовательском секторе трудовых ресурсов {\displaystyle n}, но не линейно, а с некоторой вероятностью. Количество инноваций {\displaystyle v} распределено по закону Пуассона:
{\displaystyle v\sim P(\lambda n)},
где {\displaystyle {\lambda }} — производительность исследовательской технологии, {\displaystyle \lambda >0}, {\displaystyle \lambda =const}.
Количества труда в научно-исследовательском секторе {\displaystyle n} определяется следующим условием:
{\displaystyle w_{t}={\lambda }V_{t+1}},
где {\displaystyle t} — порядковый номер инновации, {\displaystyle w_{t}} — заработная плата, {\displaystyle V_{t+1}} — ожидаемая дисконтированная стоимость (приведённая к текущему периоду) {\displaystyle t+1}-й инновации.
{\displaystyle V_{t+1}} определяется из уравнения доходности активов:
{\displaystyle \left(1+{\frac {r}{\lambda n_{t+1}}}\right)V_{t+1}={\frac {\pi _{t+1}}{\lambda n_{t+1}}}},
где {\displaystyle \pi _{t+1}} — монопольная прибыль от обладания {\displaystyle t+1}-й технологией, {\displaystyle r} — процентная ставка.

### Задача фирмы и производство промежуточного и конечного продуктов
Сектор конечной продукции работает в условиях совершенной конкуренции. Из этого следует, что в результате решения задачи фирмы цена {\displaystyle p_{x}} промежуточного товара {\displaystyle x} равна его предельной производительности:
{\displaystyle p_{x}(t)=A_{t}{\alpha }x^{\alpha -1}}.
Фирма-разработчик нового продукта определяет свою прибыль как монополист:
{\displaystyle \pi _{t}={\underset {x}{\max }}(p_{x}(t)x-w_{t}x)}.
Отсюда выводится функция спроса на трудовые ресурсы в производстве {\displaystyle x={\tilde {x}}({\omega }_{t})}, где
{\displaystyle \omega _{t}={\frac {w_{t}}{A_{t}}}} — заработная плата на единицу производительности,
{\displaystyle {\tilde {x}}={\frac {x_{t}}{A_{t}}}} — выпуск промежуточных товаров на единицу производительности,
{\displaystyle {\tilde {\pi }}={\frac {\pi _{t}}{A_{t}}}} — прибыль на единицу производительности.

### Равновесие на рынке труда и устойчивый темп роста

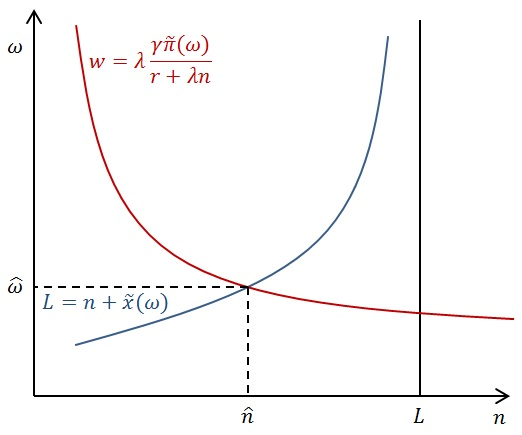
Модель Агьона — Ховитта, равновесие на рынке труда

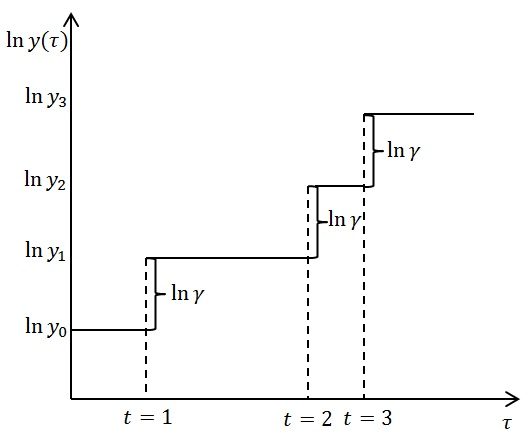
Модель Агьона — Ховитта, рост выпуска при появлении инноваций

Из уравнения для {\displaystyle V_{t+1}}и задачи максимизации для {\displaystyle \pi _{t}} получены условия равенства заработной платы в производственном и научно-исследовательском секторах и равенства на рынке труда:
{\displaystyle w_{t}={\lambda }{\frac {\gamma {\tilde {\pi }}({\omega _{t+1}})}{r+\lambda n_{t+1}}}},
{\displaystyle L=n_{t}+{\tilde {x}}(\omega _{t})}.
В устойчивом состоянии {\displaystyle \omega _{t}=\omega _{t+1}=\omega } и {\displaystyle n_{t}=n_{t+1}=n}, откуда равновесное значение {\displaystyle {\hat {n}}} будет равно:
{\displaystyle {\hat {n}}={\frac {\gamma {\frac {1-\alpha }{\alpha }}L-{\frac {r}{\lambda }}}{1+\gamma {\frac {1-\alpha }{\alpha }}}}}.
Равновесие на рынке труда в модели представлено на графике. По оси абсцисс отложена занятость в секторе НИОКР {\displaystyle n}, а по оси ординат — эффективная заработная плата {\displaystyle \omega }. Красная кривая отражает совокупность точек, в которых выполняется арбитражное равновесие в заработной плате между производственным и научно-исследовательским сектором. Синяя кривая отражает равновесные состояния на рынке труда. Поскольку красная кривая наклонена отрицательно, а синяя — положительно, то существует единственное равновесное состояние. Равновесный уровень занятости в секторе НИОКР {\displaystyle {\hat {n}}}, от которого зависят темпы роста в модели, растёт при снижении процентной ставки {\displaystyle r} и при росте величины инновации {\displaystyle \gamma }, производительности труда в секторе НИОКР {\displaystyle \lambda } и трудовых ресурсов {\displaystyle L}.
Подставляя полученное решение в производственную функцию конечного продукта, получим математическое ожидание устойчивого темпа эндогенного роста экономики:
{\displaystyle E{\biggl (}{\frac {\ln y_{\tau +1}}{\ln y_{\tau }}}{\biggr )}=\lambda {\hat {n}}\ln \gamma }.
Рост логарифма объёма выпуска с возникновением инноваций представлен на графике. По оси абсцисс отложено время {\displaystyle \tau }, по оси ординат — натуральный логарифм выпуска {\displaystyle \ln y}. Рост имеет стохастическую природу, поскольку инновации {\displaystyle t} возникают с некоторой вероятностью. При возникновении инновации логарифм выпуска скачкообразно растёт на величину {\displaystyle \ln \gamma }.
Поскольку в модели принята предпосылка о равенстве нормы межвременных предпочтений ставке процента, то оптимальный темп роста совпадает с найденным выше устойчивым.

## Преимущества, недостатки и дальнейшее развитие модели
Экономический рост в модели является следствием решений индивидов, а не экзогенно задаваемой переменной, что является несомненным её преимуществом. Благодаря этому, модель Агьона — Ховитта существенно лучше объясняет различия в технологическом уровне между странами, чем предшествующие модели (модель Солоу, модель Рамсея — Касса — Купманса, модель пересекающихся поколений), которые в большинстве своём предполагали наличие абсолютной или условной конвергенции, что означает, что бедные страны по своему уровню развития должны догонять богатые. В модели Агьона — Ховитта не наблюдается ни абсолютной, ни относительной конвергенции, так как темпы роста не падают с ростом объёма выпуска, а значит, бедные страны не могут догнать богатые. И в этом данная модель схожа с моделью растущего разнообразия товаров.
Ещё одним общим моментом этих моделей является зависимость темпов роста от масштабов экономики, а именно, объёма трудовых ресурсов {\displaystyle L}. Например, Чарльз Джонс показал, что это не соответствует эмпирическим данным. Но в данном случае это не является очевидным недостатком, так как речь идёт о влиянии количества квалифицированных работников на рост качества товаров. Ряд исследователей пытались обосновать этот эффект тем, что чем больше квалифицированных работников в экономике, тем быстрее происходит экономический рост. Дарон Аджемоглу использовал модель ступенек качества как основу для построения своей модели, объясняющей, почему ставки заработной платы квалифицированных работников в США не упали, несмотря на многократное увеличение числа таких работников.
Модель Агьона — Ховитта, в отличие от модели растущего разнообразия товаров, объясняет эффект вытеснения Эрроу, заключающийся в том, что новые фирмы имеют больше стимулов, чем уже занявшие определённую долю рынка, для разработки новых товаров, которые вытесняют товары, производимые существующими фирмами. Важной особенностью модели является зависимость стоимости разработки инновации от темпов экономического роста, так как последний зависит от скорости замещения старых товаров новыми. Благодаря связи с институциональными факторами роста, модель Агьона — Ховитта стала основной моделью новых институционалистов в вопросах экономического роста.
Важный вывод модели состоит в том, что экономический рост может сопровождаться конфликтом интересов различных экономических агентов. Поскольку разработка новых товаров приводит к потере монопольной ренты уже существующими на рынке фирмами, последние будут иметь стимул препятствовать технологическому прогрессу. Если владельцы существующих фирм имеют значительный политический вес и возможность повлиять на экономическую политику, то защита их интересов приведёт к замедлению экономического роста (в терминах модели это означает многократное уменьшение {\displaystyle \lambda }, поскольку внедрение новых технологий становится более затратным). В дальнейшем эти идеи развили Дарон Аджемоглу и Джеймс Робинсон в книге «Почему одни страны богатые, а другие бедные». В ней в качестве примеров искажающей экономической политики, защищающей интересы существующих производителей и тем самым препятствующей прогрессу, приводятся ограничение императорами Австро-Венгрии строительства фабрик и железных дорог, аналогичные меры в Российской империи, а также реформы Канкрина.